# NGC 3125
NGC 3125 est une petite galaxie irrégulière située dans la constellation de la Machine pneumatique. NGC 3125 a été découverte par l'astronome britannique John Herschel en 1835.

## Caractéristiques
Sa vitesse par rapport au fond diffus cosmologique est de 1 442 ± 24 km/s, ce qui correspond à une distance de Hubble de 21,3 ± 1,5 Mpc (∼69,5 millions d'al).
NGC 3125 présente une large raie HI et elle renferme des régions d'hydrogène ionisé. C'est aussi une galaxie à sursauts de formation d'étoiles,. La luminosité de la galaxie NGC 3125 dans l'infrarouge lointain (de 40 à 400 µm)  est égale à 9,77 × 108 {\displaystyle L_{\odot }} (108,99{\displaystyle L_{\odot }}) et sa luminosité totale dans l'infrarouge (de 8 à 1 000 µm) est de 1,41 × 1010 {\displaystyle L_{\odot }} (1010,18{\displaystyle L_{\odot }}).

## Classification de NGC 3125
Certaines sources, considèrent cette galaxie comme elliptique. La base de données NASA/IPAC indique qu'il s'agit d'une galaxie spirale ou lenticulaire (S ?), mais de morphologie elliptique (E?). Ces classifications sont sans doute basée sur d'anciennes images, car NGC 3125 n'a rien d'une galaxie elliptique contenant surtout de vieilles étoiles. Les images prises par le télescope spatial Hubble montrent en effet que sa forme n'est pas définie et qu'elle ressemble même aux Nuages de Magellan tout en étant incompréhensiblement plus brillante que ces derniers. La classification de galaxie irrégulière particulière de type magellanique (Im? pec) par le professeur Seligman semble donc mieux convenir à ce que nous connaissons maintenant de cette galaxie.
Toutefois, la base de données NASA/IPAC indique aussi que NGC 3125 est une galaxie naine bleue compacte (BCDG, Blue Compact Dwarf Galaxy), c'est-à-dire une galaxie naine contenant de grands amas stellaires composés d'étoiles jeunes, chaudes et massives donnant à l'ensemble une couleur dominante bleue. Dans la mesure où elles sont constituées d'amas, ces galaxies n'ont pas de forme définie, ce qui semble bien s'appliquer à cette galaxie.

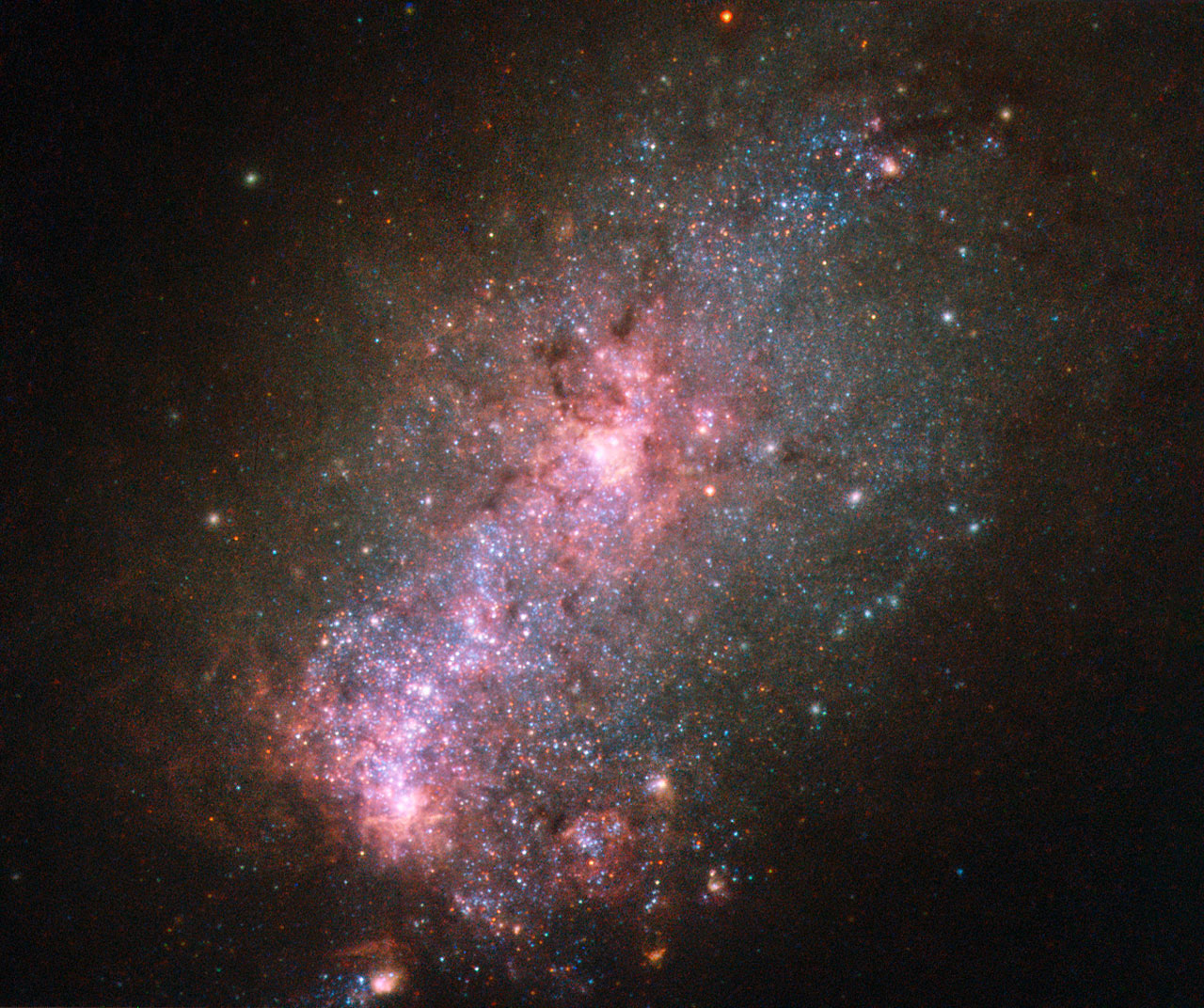
NGC 3125 par le télescope spatial Hubble. NGC 3125 ne présente pas de forme particulière. On peut la qualifier de galaxie irrégulière.

## Une galaxie à sursaut de formation d'étoiles et une galaxie Wolf-Rayet
S'étendant sur environ 16 000 années-lumière, NGC 3125 connait de violents sursauts de formation d'étoiles massives, comme en témoignent les jeunes étoiles bleues dispersées dans le noyau rosâtre de la galaxie. Certains de ces amas d'étoiles sont vraiment remarquables. L'un des amas les plus extrêmes d'étoiles Wolf-Rayet de notre région de l'Univers, NGC 3125-A1, se trouve dans NGC 3125 que l'on peut ainsi qualifier de galaxie de Wolf-Rayet.
Une récente étude a été réalisée dans les domaines de l'ultraviolet lointain et du proche infrarouge à l'aide du télescope spatial Hubble pour trois amas (A1, B1 et B2) présents dans cette galaxie. L'âge estimé de ces amas se situe entre 3 et 4 millions d'années et leur masse est respectivement de 1,7 x 105 {\displaystyle M_{\odot }}, 1,4 x 105 {\displaystyle M_{\odot }} et 1,1 x 105 {\displaystyle M_{\odot }}. La proportion d'étoiles Wolf-Rayet à celle d'étoiles de type O est de 0,23 et de 0,10, une proportion rarement vue dans d'autres galaxies. On retrouve dans l'amas A1 des étoiles extrêmement massives dont la masse dépasserait 120 {\displaystyle M_{\odot }}.
Malgré leur apparence sur l'image prise par le télescope spatial Hubble, les points blancs flous autour de la galaxie ne sont pas des étoiles, mais des amas globulaires. Ces amas sont constitués d'anciennes étoiles et ils peuplent le halo de NGC 3125. Ils sont en orbite autour de la galaxie, comme les quelque 150 que compte la Voie lactée.

## Groupe de NGC 3175
Les galaxies NGC 3113, NGC 3125, NGC 3137, NGC 3175 et ESO 499-37 forment un petit groupe de galaxies rapprochées, le groupe de NGC 3175,.